# The House of a Thousand Relations
The House of a Thousand Relations è un cortometraggio muto del 1915 scritto e diretto da Harry Myers. Prodotto dalla Victor Film Company, aveva come interpreti lo stesso regista Harry Myers, Rosemary Theby e Brinsley Shaw.

## Produzione
Il film fu prodotto dalla Victor Film Company.

## Distribuzione
Distribuito dall'Universal Film Manufacturing Company, il film - un cortometraggio in due bobine - uscì nelle sale cinematografiche degli Stati Uniti il 31 maggio 1915.